# Magyar Könyvesház (könyvsorozat)
A Magyar Könyvesház egy 19. századi magyar szépirodalmi könyvsorozat volt. Az egyes kötetek Aigner Lajos kiadásában Budapesten jelentek meg az 1870-es évektől 1889-ig, és a következők voltak:
- 1. Obernyik Károly. Beszélyek. (Az özvegy nő. Az oceán országa) A szerző életrajzával Abafi Lajostól. (67 l.)
- 2. Tolnai Lajos. A somvári Fényes Ádám ur. Elbeszélés. A szerző életrajzával. (67 l.)
- 3. Sacher Masoch Lipót. Holdas éj. Beszély. Ford. Csukássi József. A szerző életrajzával. (70 l.)
- 4–5. Ányos Pál költeményei. Jegyzetekkel és életrajzi essayvel ellátott új kiad. Kiadja Abafi Lajos. (120 l.)
- 6. Aristophanes. A békák. Vígj. Ford. Veress Ignácz. (90 l.)
- 7. Erkcmann-Chatrian. Franczia életképek. Ford. Csukássi József. A szerző életrajzával. (56 l.)
- 8. Turgenjev Iván. A fatalista. Beszély. A szerző életrajzával. (53 l.)
- 9–10. Szerelmi népdalok. I. Boldog szerelem. II. Boldogtalan szerelem. Székely Sándor gyűjteményéből, sajtó alá rendezte s jegyzetekkel ellátta Abafi Lajos. (116 l.)
- 11. Czakó Zsigmond. Leona. Tragoedia 4 felv. A szerző életrajzával Abafi Lajostól. (67 l.)
- 12. Rényi Rezső. Petrarka mint hazafi, tudós és költő. (46 l.)
- 13–14. Tréfás népdalok, csúfolódó versikék, gyermekdalok s játékok, dajkarímek és találós mesék. Székely Sándor gyűjteményéből kiadta Abafi Lajos. (120 l.)
- 15–17. Castellar Emil. Lord Byron élete. Ford. Várnay Géza. (183 l.) 1876.
- 18–19. Gaskellné. Mély titok. Beszély. Angolból ford. Csukássi József. A szerzőnő életrajzával. (19 l.) 1876.
- 20. Struensee Gusztáv. (Gustav vom See.) A Wallisból. Beszély. Fod. Batta H. Szilárda. A szerző életrajzával. (56 l.) 1876.
- 21–23. Virághalmi Ferencz. Egy cserepár naplója. Regény. A szerző életrajzával. (152 l.) 1876.
- 24–25. Szathmáry P. Károly. Képek a középkorból. A szerző életrajzával. (XI, 111 l.) 1876.
- 26. Fontmartin. D’Aurebonne marquisné. Elbeszélés. Ford.Csukássi Józsefné. (65 l.) 1876.
- 27. Phaedrus. Augustus szabadosa aesopi meséinek öt könyve. Ford. Sárváry Jakab. (65 l.) 1876.
- 28. Wilkie Collins. Két beszély. Ford. CsukássyJózsef. (58 l.) 1876.
- 29–30. Göcseji népdalok. Kőváry Béla gyüjteményéből. Kiadta Abafi Lajos. (VIII, 112 l.) 1876.
- 31. Tennyson. Enid Király-idyll. Angolból ford. Csukássi József. (82 l.) 1876.
- 32–33. Szana Tamás. A két Kisfaludy. (119 l.) 1876.
- 34. Turgenjev. Az óra. Egy aggastyán elbeszélése. Ford. Csukássi Józsefné. (39 l.) 1876.
- 35. Várady Antal. A sziv örvényei. Két költői elbeszélés. (55 l.) 1876.
- 36. Elbeszélések. Cahallero után Szulik Józseftől. (48 l.) 1877.
- 37. Sealsfield Károly. A túlvilági adósság. Elbeszélés. Ford. és életrajzi essayvel ellátta Csukássi József. (55 l.) 1877.
- 38–40. Tóth Kálmán. Irka-firkák. Elbeszélések, emlékjegyzetek, novellák, jellemvázlatok több effélék. (IV, 159 l.) 1877.
- 41–43. Margitay Dezső. Feltámadás után. Elbeszélés. (188 l.) 1877.
- 44–45. Tóth Ede. A falu rossza. Eredeti népszinmü. (II, 102 l.) 1878.
- 46–47. Tóth Ede. A toloncz. Eredeti népszinmü. (II, 89 l.) 1878.
- 48–50. Abafi Lajos. Mikes Kelemen. (208 l.) 1878.
- 51–52. Tóth Ede. A kintornás család. Eredeti népszinmű. (II, 92 l.) 1878.
- 53. Arany János. «Tetemre hivása», fejtegeti Moller Ede. (36 l.) 1879.
- 54–55. Brankovics György. Shakespeare jellemképei. Ujabb tanulmányok. (116 l.) 1879.
- 56–58. Éjszaki Károly. A cydoni alma. Vigjáték 5 felvonásban. Kiadja a Petőfi-társaság. (168 l.) 1879.
- 59. Kremer után: Polgár Mihály. A régi arabok családi élete. (67 l.) 1879.
- 60. Bayer Ferencz. Czuczor Gergely élete és költészete. (72 l.) 1879.
- 61–63. Kerékgyártó Elek. Tompa Mihály költészete. (151 l.) 1879.
- 64–65. Irmey Ferencz. Az aranypróba. Eredeti szinmü 4 felvonásban. (94 l.) 1879.
- 66–67. Turgenjev Iván. Boldogtalan. Regény. Orosz eredetiből ford. Timkó Iván. (11 l.) 1880.
- 68–69. Sheridan Richard. A rágalom iskolája. Vigjáték 5 felvonásban. Ford. Stenger Károly. (105 l.) 1880.
- 70. Grillparzer. A szegény muzsikus. Beszély. Ford. Márkus Miklós. (60 l.) 1880.
- 71–78. Neményi Ambrus. Kortörténelmi rajzok. 2 kötet. (179, 213 l.) 1880.
- 79–80. Kvassay Ede. Megtörték egymást. Elbeszélés. (108 l.) 1880.
- 81. Turgenjev Iván. Három találkozás. Ford. Pataky Antal. (44 l.) 1880.
- 82–84. Makróczy János. A becsület szegénye. A budapesti népszinház 1879. évi népszinmüi pályázatán dicsérettel kitüntetett eredeti népszinmü, dalokkal és tánczczal 3 felvonásban. Zenéjét szerzé Tisza Aladár. (168 l.) 1880.
- 85–86. Tóth Ede. Névtelen hősök. Dalmű 4 felvonásban. Zenéjét irta Erkel Ferencz. (95 l.) 1880.
- 87–88. Tóth Ede. Költeményei. (95, IV l.) 1881.
- 89–90. Gozlan Léon. A ki egy halottba szerelmes Francziából ford. Ladomérszky Gyula. (VII, 72 l.) 1881.
- 91–96. Sehiller Frigyes. Don Carlos. Drámai költemény 5 felvonásban. Ford. E. Kovács Gyula (VII, 72 l.) 1881.
- 97–98. Torkos László. Kigyóbőr. Regés szinmű dalokkal. 4 felvonásban. (128 l.) 1881.
- 99–100. Caballero, Don Fernan. Előitélet és felvilágosodás. Fod. Lászlófy M. (95 l.) 1881.
- 101. Simienski Lucian. A visszatért. Az elveszett kézirat. Két beszély. Lengyelből ford. Lászlófy M. (48 l.) 1881.
- 102–104. Albius Tibullus elégiái. Az eredeti szövegből ford. életrajzzal és jegyzetekkel ellátta Latkóczy Mihály. (148 l.) 1881.
- 105–106. Tóth Lőrincz. Sötét időkből. Beszélyek. (VII, 72 l.) 1882.
- 107–109. Arnóthi (Szabó Mihály.) A föld alatt.(IV, 138 l.) Eger, 1882.
- 110. Katona József. Lucza széke. Dráma 3 felvonásban. (55 l.) 1883.
- 111–112. Márkus József. Egy ballépés. Eredeti szinmű 4 felvonásban. (IV, 103 l.) 1883.
- 113–115. Katona József. Bánk bán. Dráma 5 szakaszban. (172 l.) 1883.
- 116–117. Katona József. Jeruzsálem pusztulása. Eredeti vitézi szomorujáték 5 felv. (79 l.) 1883.
- 118–119. Turgenyeff Iván. Költemények prózában. Ford. LatkóczyMihály. (80 l.) 1883.
- 120. Sacher-Masoch. Hitelezők mint házasságszerzők. Elbeszélés. Ford. B. Büttner. Lina. (56 l.) 1884.
- 121–122. Vahot Imre. Petőfi Sándor élete és művei. (111 l.) 1884.
- 123–124. Sacher-Masoch. A szerelmes szerkesztőség. Elbeszélés. Ford. B. Büttner Lina. (93 l.) 1884.
- 125–127. Ferenczy Zoltán. Báró Eötvös József. (136 l.) 1884.
- 128–130. Cid. Spanyol románczok. Ford. Beksics Gusztáv. (117 l.) 1885.
- 131–134. Ladmartine. Gracziella. Ford. Kaposi József. (188 l.) 1885.
- 135–140. Pulszky Ferenc. Mese a csillagfiról és királyfiról. (204 l.) 1888.
- 141–154. ?
- 155–157. Szirmay Antal. A magyar Jacobinusok története. Jegyzetekkel ellátta Kazinczy Ferenc. (109 l.) 1889.